# غزو فكري
الغزو الفكري هو تطلّع أمّة ما إلى محاولة بسط نفوذها وسيطرتها على أمّة أخرى والاستيلاء عليها للتحكم بها وتوجيهها نحو طريق معين عبر طريق الأفكار والإعلام وغيره. وإن عقول الناس المستهدفة هي «ساحة المعركة» لهذا الغزو. ومن أسلحة الغزو الفكري: مراكز الفكر، والبرامج التلفزيونية أو الإذاعية، والمقالات الصحفية، والإنترنت، والمدونات، وأوراق السياسات الحكومية الرسمية، والدبلوماسية التقليدية، والدبلوماسية العامة.
حدد أنتوليو ج. إيكيفاريا، مدير الأبحاث في معهد الدراسات الاستراتيجية [الإنجليزية] في الكلية الحربية التابعة للجيش الأمريكي [الإنجليزية] «حرب الأفكار» في كتابه حروب الأفكار بأنها: تصادم الأفكار والمفاهيم والصور، وبالأخص تفسير هذه المفاهيم؛ إنها حروب فعلية، رغم أن العنف الجسدي قد يكون معدومًا، لأنها تخدم مصالح سياسية أو اجتماعية أو ثقافية أو اقتصادية، وهذه المصالح تنطوي على نوايا أو أعمال عدائية. توجد أربع فئات تتكلم حول القوة والنفوذ، مثل الحروب على الأراضي والموارد المائية، وتكون مخاطر هذه الفئات عالية على الناس المستهدفة فكريًا. وعادةً، تشمل هذه الفئات الآتي: المناقشات الفكرية، والحروب الأيدولوجية، والغزو فكري على العقيدة الدينية، والحملات الإعلانية.

## تأريخ المصطلح
في عام 1993، استخدم المحلل في مؤسسة Heritage، جيمس أ. فيليبس، مصطلح «حرب الأفكار» لوصف الطريقة التي تتبعها المؤسسة الوطنية للديمقراطية (NED) لحماية الديمقراطية في المعركة الأيديولوجية. دافع فيليبس عنNED   كونه «سلاحًا مهمًا في الغزو الفكري»، سلاحًا مهمًا ضد الديكتاتوريات الشيوعية التي تسيطر على الصين وكوبا وكوريا الشمالية وفيتنام. في معهد Cato وموجزه عن السياسة الخارجية، فصّل إنه لم تعد هناك حاجة إلى NED لأن «الديمقراطية الغربية انتصرت في غزوها الفكري ضد الخصوم الشيوعيين». صرح به Gingrich.

منظمة Heritage هي بلا شك المنظمة الأكثر فعالية في البلاد في الغزو الفكري، والتي كان تأثير فعلي هائل، وفي جميع أنحاء الكوكب وليس في واشنطن فقط.
-رئيس مجلس النواب Newt Gingrich 15 نوفمبر 1994.
بحلول تسعينيات القرن الماضي، استُخدم مصطلح «الغزو الفكري» لإثارة الجدل حول النظم الاقتصادية الاشتراكية والتخطيط المركزي في الجهة الأولى، والمشاريع الحرة والملكية الخاصة في الجهة الأخرى.
في عام 2008، قدم أنتوليو ج. إتشيفاريا، في كتابه المعنون «الغزوات الفكرية والغزو الفكري»، الذي يقدم شرحًا موجزًا لأربعة أنواع شائعة من الغزو الفكري، ويحلل كيف يمكن للولايات المتحدة وحلفائها وشركائها الاستراتيجيين المضي قدمًا في هذا الغزو. بينما يوضح Antulio أن الفهم الأفضل للاختلافات بين هذه الغزوات يمكن أن يوجه الاستراتيجية نحو هدف أفضل، فإن Echevarria يخلص إلى أهمية الأحداث المادية -سواءً كان مخططًا لوقوعها أو حدثت عرضيًا- هي أحيانًا أكثر أهمية لمسار ونتائج الغزو من الأفكار نفسها.

من المهم أن نلاحظ، مثلًا، وبما أنه يجري تفسير الأفكار بتفاسير مختلفة، فهذا لا يعني أن الانتصار سيكون لطرف من الأطراف من طريق حملة فكرية فقط. بالنظر إلى أن الأحداث المادية، سواءً كانت مقصودة أو عرضية، تلعب في معظم الأحيان أدوارًا معينة تُكشف بها الغزوات الفكرية، وكيفيتها ونهايتها. رغم أن عملية التواصل الاستراتيجي تظل جزءًا حيويًا من أي غزو، فإننا بحاجة إلى إدارة توقعاتنا بأبعد ما يمكن.
Antulio Joseph Echevarria, 2008— 

## طريقة الغزو الفكري
يلجأ الغزاة إلى التعمّق في أمة ما يستهدفونها، ودراسة تاريخهم وحاضرهم واكتشاف نقاط الضعف واستغلالها ومواطن القوة والعمل على إضعافها وزعزعتها بالاعتماد على وسائل غير مباشرة في ذلك، مثل الإعلام والقنوات التلفزيونية وتمرير أفكارهم عبر الأفلام والمسلسلات والمسرحيات والكتب والمقالات والبرامج التلفزيونية وتهميش دور علمائهم وإضعاف دورهم وتشويه تاريخهم بهدف إقناعه بالتخلّي عن دينه وتاريخه وثقافته وعاداته وتقاليده تحت بند الحرية والتطور والحضارة.

## الفرق بين الغزو الفكري والغزو العسكري
الغزو الفكري أخطر من الغزو العسكري، ويتجلى ذلك فيما يلي:
1. يُعّد الغزو الفكري أكثر خطورةً وأعمق تأثيراً من الغزو العسكري وذلك نظراً لتركيز الغزو الفكري على استهداف سلوك وعقيدة الفرد وأفكاره وأخلاقه، وبالتالي ضياع أمته بأسرها نتيجة انتقال أفكار الغزو الفكري بطريقةٍ واسعة وذلك لاعتبارها ذات تأثير قوي جداً
2. الغزو العسكري بغيض إلى النفوس؛ لأنه مرتبط بسفك الدماء وإزهاق الأرواح، ويهدف إلى القهر والسيطرة والغلبة على الشعوب المستعمرة بالإكراه والقوة المسلحة، ومن أجل ذلك فإنه يُقَابَل بالكراهية الشديدة، ويلقى المقاومة المستمرة والمستميتة بكل أنواع الكفاح المسلح. أما الغزو الفكري فهو موجه لتصفية العقول والأفهام لتكون تابعة للغازي، ويتسلل إليهم في صمتٍ ونعومة، فيقبلون عليه عن طواعية ورضا وحب واقتناع، دون أن تظهر منهم مقاومة أو تمرد على الغزاة.
3. الغزو العسكري قد يكلف كثيراً من الأنفس والأموال، وقد ينتهي أثره بعد أن تضع الحرب أوزارها، أما الغزو الفكري فإنه بالرغم من أنه قليل التكلفة إلا أن أثره أعمق وأشمل، ويمتد تأثيره إلى عشرات أو مئات السنين في كثير من الأحيان، حيث يتميز بالشمول والامتداد، فهي حرب دائمة دائبة لا يحصرها ميدان، بل تمتد إلى شعوب الحياة الإنسانية جميعاً.
4. يتميز الغزو الفكري بالخداع والتمويه والتخدير، فإذا كان العدو في الغزو العسكري يعتمد على المواجهة في الميدان وتكشف أسلحته عن نفسها سواء كانت بالسيوف أو القنابل، فإن العدو في الغزو الفكري يأتيك متخفياً من وراء حجاب، ويداهمك بدون شعور منك، فقد يأتيك في صورة مقال جذاب أو بكتاب بغلاف براق أو برنامج إذاعي أو تلفزيوني أو فيلم أو مسلسل أو مسرحية.

## مظاهر الغزو الفكري

### من مظاهر الغزو الفكري
تمرير الأفكار عبر فيلم أو مسلسل أو مسرحية، أو السلاح الإعلامي (التلفاز، ومواقع التواصل الاجتماعي)، أو الكتب، أو المقالات، أو البرامج الإذاعية، وغيرها.

### أسلحة الغزو الفكري
ويستخدم الغزاة أسلحة تعتمد على الفكرة والكلمة والرأي والحيلة، والنظريات والشبهات والمنطق الخلّاب وبراعة العرض، وشدة الجدل، ولدادة الخصومة، وتحريف الكلم عن مواضعه، وغير ذلك مما يقوم مقام السيف والصاروخ في أيدي الجنود، والفارق بينهما هو نفس الفارق بين وسائل وأساليب الغزو الفكري قديماً وحديثاً.

## أنواع الغزو الفكري
من أنواع الغزو الفكري:
- الغزو الغربي الأوروبي: وهو قيام الأوروبيين باتباع أساليب معيّنة من خلال الدراسات والاجتماعات الخاصة والإعلام والأفلام والمسلسلات والتلفاز وغيره التي تؤثّر بشكل مباشر على عقل الشباب والسيطرة عليهم وإفساد الأفكار الراسخة فيهم واستبدالها بأخرى زائفة.
- الغزو الصهيوني: يسعى الصهيونيون إلى نشر أفكارهم بين المسلمين فيُركّزون بالدرجة الأولى على الأخلاق والعقيدة.
- الغزو الشيوعي الإلحادي: تمكّن هذا النوع من الغزو الفكري من السيطرة على كثير من الناس وذلك نتيجة للتربية وغيره.